# Earl Zindars
Earl Zindars, né le 25 septembre 1927 à Chicago (États-Unis) et décédé le 15 août 2005 dans la même ville, est un compositeur américain (jazz, musique "classique", third stream music). Il était marié à la chanteuse de jazz, Annig "Anne" Bohigian.

## Biographie
Après des études de musicologie à l'université Northwestern, à l'université d'Oxford, puis à l'université Columbia, Earl Zindars a mené une carrière de compositeur (jazz, « classique »,..), de percussionniste et d’enseignant.
Le pianiste de jazz Bill Evans, qui était un de ses amis, a joué, enregistré et "popularisé" plusieurs de ses compositions : How My Heart Sings, Elsa, Mother of Earl, Lullaby For Helene, Sareen Jurer, My Love Is an April Song, Soirée,...
De nombreux autres jazzmen ont joué de ses compositions : Cannonball Adderley, Donald Byrd, Philly Joe Jones, Dino Saluzzi, Tony Williams, Jimmy Raney, John Abercrombie, Andy Laverne, Larry Schneider, Eddie Daniels, Kim Parker,... En 2010, le pianiste Luciano Troja a enregistré un album entièrement consacré aux compositions de Zindars : At home with Zindars.
Plusieurs de ses  compositions “classiques” ont été aussi enregistrées.
Par ailleurs, Zindars a exercé comme percussionniste au sein d'orchestres de jazz ou d'orchestre symphoniques
On peut l'entendre comme instrumentiste sur les disques The Soul of Jazz Percussion (1960) et The First Percussion Sextet (1961).
Enfin, il a enseigné la composition à l'université d'État de San Francisco.

## Sources
- « Earl Zindars Publishing company », sur zindars.com via Internet Archive (consulté le 15 janvier 2024)
- Peter Pettinger, Bill Evans : How My Heart Sings, Yale University Press, 1998  (ISBN 0-300-09727-1)